# Cultuuruniversalisme
Cultureel universalisme of cultuuruniversalisme is een visie op cultuur die ervan uitgaat dat er bepaalde algemene waarden zijn die voor iedereen gelden, onafhankelijk van de cultuur die iemand aanhangt. Deze zienswijze wordt o.a. bepleit door rechtsgeleerde Paul Cliteur in zijn pamflet Moreel Esperanto.
Een voorbeeld is de gelijkheid van man en vrouw. Volgens deze visie kunnen we de verschillen van culturen gaan bekijken en daaruit de conclusie trekken dat sommige culturen beter zijn dan andere. Dit wordt ook wel cultuurabsolutisme genoemd, omdat de normen en waarden absoluut zouden zijn en het er niet uit het oogpunt van elke cultuur apart moet worden bekeken, zoals bij cultuurrelativisme gedaan wordt.